# Abbott en Costello
Bud Abbott en Lou Costello waren samen als Abbott and Costello een Amerikaans komisch duo. Ze hadden vooral veel succes tijdens de Tweede Wereldoorlog en staan vooral bekend om hun sketch Who's on First?

## Carrière
Abbott en Costello werkten voor het eerst samen in 1935 als komieken in het vaudevilletheater. Vanaf 1938 begonnen ze voor de radio te werken en figureerden in The Kate Smith Hour. Hier speelden ze verschillende sketches die later in hun films zouden terugkeren. Omdat luisteraars moeite hadden hun stemmen uit elkaar te houden - ook al omdat hun spitse dialogen zo snel gingen - kreeg Costello een hoge kinderlijke stem. Het succes van deze radioshows zorgde ervoor dat ze in 1939 een rol kregen in een revue op Broadway.

## Filmcarrière
In 1940 werden ze door Universal Studios aangenomen als filmacteurs. In hun debuutfilm One Night in the Tropics (1940) stalen ze de show met verschillende klassiek geworden momenten, waaronder Who's on First? De film lanceerde hun carrière op het witte doek, en twee jaar later hadden ze hun eigen radioprogramma op NBC. Hun tweede film, Buck Privates (1941), maakte miljonairs van hen. Abbott en Costello speelden dikwijls komische sketches en acts die ze al tijdens hun theatercarrière hadden kunnen oefenen. De rest van de films werden door muzikale intermezzo's opgevuld. In totaal maakten ze tijdens deze periode 36 films, waarvan een aantal klassiekers zijn geworden:  Hold That Ghost, Who Done It?, Pardon My Sarong, The Time of Their Lives, Buck Privates Come Home, Abbott and Costello Meet Frankenstein en Abbott and Costello Meet the Invisible Man.

## Radio en televisie
Abbott en Costello kregen in 1942 hun eigen radioshow en traden vanaf 1951 ook voor televisie op. 

## Privéleven
Bud Abbott trouwde met Betty Smith in 1918 en Costello met Anne Battler in 1934. De Costello's hadden vier kinderen, de Abbotts adopteerden er twee. Beide komieken kampten met een gokverslaving en hadden last van serieuze gezondheidsproblemen. Abbott leed aan epilepsie en werd alcoholist om de pijn te verdrinken. Costello leed aan reumatische koorts, en in 1943 verdronk zijn bijna één jaar oude zoontje in zijn zwembad. 
In 1945 ontstond er ruzie tussen de komieken nadat Abbott een huishouder aannam die daarvoor door Costello was ontslagen. Costello weigerde vervolgens tegen Abbott te praten, behalve wanneer ze optraden. Hun films uit 1946 werden dan ook opgenomen zonder dat ze samen in beeld kwamen. In 1947 werd de ruzie bijgelegd toen Abbott aanbood om Costello te helpen met zijn hulp aan minderbedeelde kinderen. 
Hun succes nam af tijdens de jaren 50, vooral omdat de komieken uitsluitend hun oude sketches bleven opvoeren. In 1956 werden ze aangeklaagd wegens achterstallige belastingen, waardoor ze gedwongen werden een groot deel van hun huis en bezittingen te verkopen, waaronder ook hun filmrechten. Costello probeerde een solocarrière van de grond te krijgen, maar overleed in 1959 op 53-jarige leeftijd aan een hartaanval. Abbott belandde hierdoor in een depressie en probeerde met andere komieken zijn act nieuw leven in te blazen. Ondanks het succes vond hij Costello onvervangbaar. Abbott overleed in 1974 aan kanker. 

## Who's on First?
Who's on First? is de bekendste sketch van Abbott en Costello. De sketch draait rond twee mannen die een honkbalwedstrijd bijwonen waaraan de volgende spelers meedoen: "Who", "What" en "I Don't Know". Abbott probeert Costello deze informatie bij te brengen, maar Costello heeft niet door dat "Who" ("Wie?"), "What" ("Wat?") en "I Don't Know" ("Ik weet het niet") de namen van de spelers zijn en denkt dat Abbott hem voor de gek houdt met zijn verwarrende antwoorden. 
Er bestaan verschillende versies van deze sketch. Sommige zelfs tien minuten lang. 

## "Hey, Abbott!"
De catchphrase "Hey, Abbott!" is hun bekendste uitspraak. Costello riep dit dikwijls tegen Abbott als hij hulp nodig had. 

## In populaire cultuur
- Het duo heeft een eigen tekenfilmserie in 1967, geproduceerd door Hanna-Barbera. Hierin vertolkt Abbott de stem van zijn eigen karakter. De stem van Costello is van Stan Irwin.
- Jerry Seinfeld noemde de komieken grote invloeden op zijn eigen werk.
- In de tekenfilms van Warner Bros. werden ze geportretteerd als katten, muizen of honden. Ook werden ze als hongerige schipbreukelingen aan de streken van Bugs Bunny overgeleverd.
- In de film Rain Man (1988) herhaalt Dustin Hoffmans autistische personage Raymond Babbitt herhaaldelijk de Who's on First-sketch, niet beseffend dat het geen raadsel is, maar een sketch.
- In Robin Hood: Men in Tights (1993) roept een man "Hey, abbott!" naar een abt (in het Engels betekent 'abbot' abt).

## Filmografie
- One Night in the Tropics (1940)
- Buck Privates (1941)
- In the Navy (1941)
- Hold That Ghost (1941)
- Keep 'Em Flying (1941)
- Ride 'Em Cowboy (1942)
- Rio Rita (1942)
- Pardon My Sarong (1942)
- Who Done It? (1942)
- It Ain't Hay (1943)
- Hit the Ice (1943)
- In Society (1944)
- Lost in a Harem (1944)
- Here Come the Co-Eds (1945)
- The Naughty Nineties (1945)
- Abbott and Costello in Hollywood (1945)
- Little Giant (1946)
- The Time of Their Lives (1946)
- Buck Privates Come Home (1947)
- The Wistful Widow of Wagon Gap (1947)
- The Noose Hangs High (1948)
- Abbott and Costello Meet Frankenstein (1948)
- Mexican Hayride (1948)
- Africa Screams (1949)
- Abbott and Costello Meet the Killer, Boris Karloff (1949)
- Abbott and Costello in the Foreign Legion (1950)
- Abbott and Costello Meet the Invisble Man (1951)
- Comin' Round the Mountain (1951)
- Jack and the Beanstalk (1952)
- Lost in Alaska (1952)
- Abbott and Costello Meet Captain Kidd (1952)
- Abbott and Costello Go to Mars (1953)
- Abbott and Costello Meet Dr. Jekyll and Mr. Hyde (1953)
- Abbott and Costello Meet the Keystone Kops (1955)
- Abbott and Costello Meet the Mummy (1955)
- Dance with me, Henry (1956)
- The 30 Foot bride of Candy Rock (1959)
- The World of Abbott and Costello (1965)

- Gemeinsame Normdatei: 6520973-4
- Library of Congress Control Number: no2007107892
- MusicBrainz: bd66f7df-645c-4cc3-9f0a-b1011338a671
- Virtual International Authority File: 121166465